# Ca la Senyora Anita
Ca la Senyora Anita és una casa eclèctica de Montmeló (Vallès Oriental) protegida com a Bé Cultural d'Interès Local.

## Descripció
Casa de planta baixa envoltada de jardí. La coberta és a dues vessants amb el carener perpendicular a la façana i acabada amb ràfec sostingut per mènsules de fusta. Les parets que estan arrebossades i pintades de blanc reposen al damunt d'un sòcol que sobresurt del pla de la façana. A la façana principal hi ha un cos de planta poligonal que sobresurt del pla de la façana on hi ha la porta d'entrada. Totes les obertures són d'arc rebaixat. A la façana posterior hi ha una porta emmarcada per dues finestres. Totes les finestres tenen els ampits recoberts de rajoles de ceràmica de color verd i les persianes de llibret de fusta.
La tanca del jardí és de paredat i acaba amb secció triangular recoberta de rajoles vidriades marrons coronades amb una motllura de ceràmica semicircular de color blau marí. Al damunt hi ha una barana de ferro forjat. Els pilars del portal d'entrada estan arrebossats imitant totxo i acaben amb secció triangular. La porta és de ferro forjat.